# Gilbert Elliot, 1:e earl av Minto
Gilbert Elliot, 1:e earl av Minto, född 23 april 1751 i Edinburgh, död 21 juni 1814 i Stevenage, Hertfordshire, var en skotsk statsman, son till Gilbert Elliot, 3:e baronet av Minto, och far till Gilbert Elliot, 2:e earl av Minto.
Minto blev 1776 medlem av underhuset, där han slöt sig till whigpartiet och utmärkte sig som ivrig anhängare av Charles James Fox och Edmund Burke. I samförstånd med den sistnämnde började Elliot anfallen på Warren Hastings genom att 1787 genomdriva dennes väns, överdomaren sir Elijah Impeys, ställande under åtal för (förment) orättvisa domar. Från Fox tog han avstånd 1793 till följd av dennes välvilliga politik mot franska revolutionen. Elliot var november-december 1793 brittisk regeringskommissarie i Toulon och 1794–1796 vicekung över Korsika, vilken ö han ville göra till medelpunkten för den brittiska sjömaktens övervälde i Medelhavet.
År 1799 blev Elliot, som två år tidigare upphöjts till peer (baron Minto), brittisk minister i Wien och arbetade där förgäves på att förmå Österrike till energisk krigföring mot Napoleon I. Återkallad 1801 efter freden i Lunéville, sändes Elliot 1807 som generalguvernör till Indien med kompanidirektörernas bestämda order att föra en sparsam icke-interventionistisk politik.
Omständigheterna nödgade honom emellertid att i stället sätta den angloindiska diplomatin i rörelse i grannländerna Afghanistan och Persien samt hos emirerna i Sindh och Ranjit Singh i Lahore för att motarbeta Napoleons anfallsplaner mot det brittiska väldet i Indien. En rad av fördrag avslöts 1808–1809, och mot fransmännens nederländska allierade organiserade Elliot flera erövringsexpeditioner, varunder Moluckerna och Java intogs 1810–1811. Han hemkallades 1813 och upphöjdes då till viscount Melgund och earl av Minto, men dukade redan följande året under för en vid fälttåget på Java ådragen sjukdom.